# Награда године
„Награда године” је југословенски ТВ филм из 1975. године. Режирао га је Владимир Андрић а сценарио је написао Слободан Шнајдер

## Улоге
| Глумац                  | Улога |
| ----------------------- | ----- |
| Мелита Бихали           |       |
| Љубомир Ћипранић        |       |
| Ђурђија Цветић          |       |
| Радмила Ђурђевић        |       |
| Милан Лане Гутовић      |       |
| Предраг Мики Манојловић |       |
| Растко Тадић            |       |
| Павле Вуисић            |       |
| Милош Жутић             |       |